# لا لیگا ۴۰–۱۹۳۹
لا لیگا ۴۰–۱۹۳۹ نهمین دوره از دسته برتر فوتبال اسپانیا و اولین دوره از آن پس از تعلیق سه ساله به دنبال آغاز جنگ داخلی اسپانیا بود. این فصل از ۳ دسامبر ۱۹۳۹ آغاز شد و در ۲۸ آوریل ۱۹۴۰ پایان یافت.
علی رغم سقوط در فصل گذشته، اتلتیکو مادرید توانست نخستین عنوان قهرمانی خود را در لا لیگا کسب کند.

## تغییر قالب
در این فصل از لا لیگا، تیم رده دهم جدول می‌بایست در یک بازی تک‌حذفی و در یک ورزشگاه بی طرف به مصاف تیم رده دوم جدول سگوندا دیویسیون برود. پیروز این بازی در فصل بعد لا لیگا حضور خواهد داشت.

## تیم‌ها
پس از جنگ داخلی اسپانیا، به دلیل خسارات وارده به ورزشگاه بوئناویستا، رئال اویدو شرایط حضور در این فصل را پیدا نکرد. با این وجود، فدراسیون فوتبال اسپانیا به آنها اطمینان داد که در لا لیگا ۴۱–۱۹۴۰ حضور خواهند داشت.
بعد از ادغام اتلتیکو مادرید با آویاسیون ناسیونال (Aviación Nacional) نام خود را به اتلتیک آویاسیون (Athletic Aviación) تغییر داد. با وجود سقوط به سگوندا دیویسیون در فصل گذشته، اتلتیکو مادرید با پیروزی برابر اوساسونا در یک بازی پلی آف به منظور انتخاب جایگزین رئال اویدو، در لیگ باقی ماند. به دلیل آسیب وارده به ورزشگاه متروپولیتانو مادرید، آنها بازیهای خود در این فصل را در ورزشگاه چامارتین و یک بازی را در کمپ فوتبال والکاس انجام دادند.
دو باشگاه سلتاویگو و ساراگوسا اولین حضور خود در لا لیگا را در این فصل انجام دادند.
| باشگاه                        | شهر      | ورزشگاه                 | ظرفیت  |
| ----------------------------- | -------- | ----------------------- | ------ |
| باشگاه فوتبال اتلتیک بیلبائو  | بیلبائو  | سن مامس                 | ۱۳٫۰۶۵ |
| باشگاه فوتبال اتلتیکو مادرید  | مادرید   | کمپ والکاس              | ۱۸٫۰۰۰ |
| باشگاه فوتبال بارسلونا        | بارسلون  | لس کورتس                | ۲۵٫۰۰۰ |
| باشگاه فوتبال رئال بتیس       | سویل     | کمپو دل پاتروناتو ابررو | ۹٫۰۰۰  |
| باشگاه فوتبال سلتاویگو        | بیگو     | بالایدوس                | ۲۲٫۰۰۰ |
| باشگاه فوتبال اسپانیول        | بارسلون  | سریا                    | ۱۵٫۷۷۴ |
| باشگاه فوتبال هرکولس          | آلیکانته | کمپ باردین              | ۸٫۰۰۰  |
| باشگاه فوتبال رئال مادرید     | مادرید   | چامارتین                | ۲۲٫۰۰۰ |
| باشگاه فوتبال راسینگ سانتاندر | سانتاندر | ال ساردینرو             | ۹٫۵۰۰  |
| باشگاه فوتبال سویا            | سویل     | نرویون                  | ۱۶٫۰۰۰ |
| باشگاه فوتبال والنسیا         | والنسیا  | مستایا                  | ۱۷٫۰۰۰ |
| باشگاه فوتبال رئال ساراگوسا   | ابیدو    | توررو                   | ۸٫۰۰۰  |

## جدول لیگ و نتایج

### جدول لیگ
| رتبه | تیم                 | بازی | برد | مساوی | باخت | گل زده | گل خورده | گل تفاضل | امتیاز | صعود یا سقوط             |
| ---- | ------------------- | ---- | --- | ----- | ---- | ------ | -------- | -------- | ------ | ------------------------ |
| ۱    | اتلتیکو مادرید (C)  | ۲۲   | ۱۴  | ۱     | ۷    | ۴۳     | ۲۹       | ۱۴+      | ۲۹     |                          |
| ۲    | سویا                | ۲۲   | ۱۱  | ۶     | ۵    | ۶۰     | ۴۴       | ۱۶+      | ۲۸     |                          |
| ۳    | اتلتیک بیلبائو      | ۲۲   | ۱۱  | ۴     | ۷    | ۵۷     | ۴۴       | ۱۳+      | ۲۶     |                          |
| ۴    | رئال مادرید         | ۲۲   | ۱۲  | ۱     | ۹    | ۴۷     | ۳۵       | ۱۲+      | ۲۵     |                          |
| ۵    | اسپانیول            | ۲۲   | ۱۱  | ۲     | ۹    | ۴۳     | ۴۳       | ۰        | ۲۴     |                          |
| ۶    | هرکولس              | ۲۲   | ۹   | ۵     | ۸    | ۴۱     | ۳۴       | ۷+       | ۲۳     |                          |
| ۷    | ساراگوسا            | ۲۲   | ۷   | ۷     | ۸    | ۳۰     | ۴۰       | ۱۰−      | ۲۱     |                          |
| ۸    | والنسیا             | ۲۲   | ۹   | ۳     | ۱۰   | ۴۰     | ۳۶       | ۴+       | ۲۱     |                          |
| ۹    | بارسلونا            | ۲۲   | ۸   | ۳     | ۱۱   | ۳۲     | ۳۸       | ۶−       | ۱۹     |                          |
| ۱۰   | سلتاویگو (O)        | ۲۲   | ۹   | ۱     | ۱۲   | ۴۵     | ۵۰       | ۵−       | ۱۹     | حضور در بازی پلی آف سقوط |
| ۱۱   | رئال بتیس (R)       | ۲۲   | ۶   | ۴     | ۱۲   | ۲۶     | ۵۱       | ۲۵−      | ۱۶     | سقوط به سگوندا دیویسیون  |
| ۱۲   | راسینگ سانتاندر (R) | ۲۲   | ۶   | ۱     | ۱۵   | ۳۷     | ۵۷       | ۲۰−      | ۱۳     | سقوط به سگوندا دیویسیون  |

1. ↑  ساراگوسا با توجه به امتیازات در بازی‌های رو در رو بالاتر از والنسیا قرار گرفت: ساراگوسا – والنسیا ۱–۰، والنسیا – ساراگوسا ۰–۰.
2. ↑  بارسلونا با توجه به امتیازات در بازی‌های رو در رو بالاتر از سلتاویگو قرار گرفت: سلتاویگو – بارسلونا ۱–۲، بارسلونا – سلتاویگو ۲–۰.

### جایگاه در جدول براساس هفته
| هفته/ تیم       | ۱  | ۲  | ۳  | ۴  | ۵  | ۶  | ۷  | ۸  | ۹  | ۱۰ | ۱۱ | ۱۲ | ۱۳ | ۱۴ | ۱۵ | ۱۶ | ۱۷ | ۱۸ | ۱۹ | ۲۰ | ۲۱ | ۲۲ | منبع  |
| هفته/ تیم       |    |    |    |    |    |    |    |    |    |    |    |    |    |    |    |    |    |    |    |    |    |    | منبع  |
| --------------- | -- | -- | -- | -- | -- | -- | -- | -- | -- | -- | -- | -- | -- | -- | -- | -- | -- | -- | -- | -- | -- | -- | ----- |
| اتلتیکو مادرید  | ۲  | ۴  | ۶  | ۴  | ۷  | ۳  | ۷  | ۵  | ۷  | ۶  | ۷  | ۵  | ۴  | ۳  | ۳  | ۲  | ۳  | ۱  | ۱  | ۱  | ۲  | ۱  | [ ۱ ] |
| سویا            | ۳  | ۲  | ۱  | ۲  | ۶  | ۵  | ۴  | ۶  | ۴  | ۳  | ۳  | ۲  | ۲  | ۲  | ۱  | ۳  | ۱  | ۲  | ۲  | ۲  | ۱  | ۲  | [ ۱ ] |
| اتلتیک بیلبائو  | ۹  | ۹  | ۵  | ۱۰ | ۹  | ۶  | ۵  | ۴  | ۲  | ۴  | ۵  | ۷  | ۷  | ۸  | ۷  | ۷  | ۵  | ۵  | ۴  | ۴  | ۴  | ۳  | [ ۱ ] |
| رئال مادرید     | ۱۰ | ۱۲ | ۹  | ۷  | ۵  | ۷  | ۶  | ۷  | ۶  | ۵  | ۲  | ۳  | ۳  | ۴  | ۴  | ۴  | ۴  | ۴  | ۳  | ۳  | ۳  | ۴  | [ ۱ ] |
| اسپانیول        | ۶  | ۵  | ۸  | ۶  | ۳  | ۴  | ۲  | ۱  | ۱  | ۱  | ۱  | ۱  | ۱  | ۱  | ۲  | ۱  | ۲  | ۳  | ۵  | ۵  | ۵  | ۵  | [ ۱ ] |
| هرکولس          | ۴  | ۳  | ۲  | ۳  | ۱  | ۲  | ۱  | ۳  | ۵  | ۷  | ۶  | ۴  | ۶  | ۷  | ۶  | ۸  | ۶  | ۶  | ۷  | ۷  | ۶  | ۶  | [ ۱ ] |
| ساراگوسا        | ۵  | ۶  | ۳  | ۱  | ۲  | ۱  | ۳  | ۲  | ۳  | ۲  | ۴  | ۶  | ۵  | ۵  | ۵  | ۵  | ۷  | ۷  | ۸  | ۸  | ۹  | ۷  | [ ۱ ] |
| والنسیا         | ۱  | ۱  | ۷  | ۵  | ۸  | ۹  | ۸  | ۹  | ۱۰ | ۸  | ۸  | ۸  | ۸  | ۶  | ۸  | ۶  | ۸  | ۸  | ۶  | ۶  | ۷  | ۸  | [ ۱ ] |
| بارسلونا        | ۸  | ۷  | ۴  | ۸  | ۴  | ۸  | ۹  | ۸  | ۹  | ۱۱ | ۹  | ۱۰ | ۹  | ۹  | ۹  | ۱۱ | ۹  | ۱۰ | ۹  | ۹  | ۱۰ | ۹  | [ ۱ ] |
| سلتاویگو        | ۷  | ۱۱ | ۱۲ | ۱۲ | ۱۱ | ۱۰ | ۱۱ | ۱۲ | ۱۱ | ۱۲ | ۱۰ | ۹  | ۱۰ | ۱۰ | ۱۰ | ۹  | ۱۰ | ۹  | ۱۰ | ۱۰ | ۸  | ۱۰ | [ ۱ ] |
| رئال بتیس       | ۱۲ | ۱۰ | ۱۱ | ۱۱ | ۱۲ | ۱۲ | ۱۲ | ۱۱ | ۱۲ | ۱۰ | ۱۲ | ۱۲ | ۱۲ | ۱۲ | ۱۱ | ۱۰ | ۱۱ | ۱۱ | ۱۱ | ۱۱ | ۱۱ | ۱۱ | [ ۱ ] |
| راسینگ سانتاندر | ۱۱ | ۸  | ۱۰ | ۹  | ۱۰ | ۱۱ | ۱۰ | ۱۰ | ۸  | ۹  | ۱۱ | ۱۱ | ۱۱ | ۱۱ | ۱۲ | ۱۲ | ۱۲ | ۱۲ | ۱۲ | ۱۲ | ۱۲ | ۱۲ | [ ۱ ] |

### نتایج
| میزبان / مهمان  | اتلتیکو مادرید | اتلتیک بیلبائو | بارسلونا | رئال بتیس | سلتاویگو | اسپانیول | هرکولس | رئال مادرید | راسینگ سانتاندر | سویا | والنسیا | رئال ساراگوسا | منبع     |
| --------------- | -------------- | -------------- | -------- | --------- | -------- | -------- | ------ | ----------- | --------------- | ---- | ------- | ------------- | -------- |
| اتلتیکو مادرید  | —              | ۳–۱            | ۳–۰      | ۰–۰       | ۴–۱      | ۲–۰      | ۲–۱    | ۲–۱         | ۲–۱             | ۴–۲  | ۲–۰     | ۵–۱           | BDFútbol |
| اتلتیک بیلبائو  | ۱–۳            | —              | ۷–۵      | ۶–۱       | ۴–۱      | ۴–۰      | ۴–۱    | ۳–۱         | ۳–۲             | ۳–۴  | ۱–۲     | ۱–۱           | BDFútbol |
| بارسلونا        | ۱–۲            | ۰–۲            | —        | ۲–۰       | ۲–۰      | ۰–۱      | ۰–۰    | ۰–۰         | ۳–۱             | ۱–۲  | ۴–۱     | ۲–۱           | BDFútbol |
| رئال بتیس       | ۱–۲            | ۰–۰            | ۳–۰      | —         | ۲–۰      | ۲–۰      | ۴–۳    | ۰–۴         | ۲–۱             | ۳–۲  | ۰–۳     | ۰–۰           | BDFútbol |
| سلتاویگو        | ۱–۰            | ۲–۴            | ۱–۲      | ۴–۲       | —        | ۲–۰      | ۴–۰    | ۲–۳         | ۵–۱             | ۳–۳  | ۲–۱     | ۵–۱           | BDFútbol |
| اسپانیول        | ۲–۰            | ۳–۴            | ۱–۱      | ۵–۰       | ۴–۱      | —        | ۳–۳    | ۵–۴         | ۳–۱             | ۲–۱  | ۲–۳     | ۲–۰           | BDFútbol |
| هرکولس          | ۴–۱            | ۱–۰            | ۱–۲      | ۳–۰       | ۶–۱      | ۱–۲      | —      | ۰–۲         | ۳–۱             | ۳–۳  | ۲–۱     | ۵–۱           | BDFútbol |
| رئال مادرید     | ۲–۰            | ۴–۱            | ۲–۱      | ۳–۰       | ۲–۱      | ۳–۱      | ۰–۱    | —           | ۳–۲             | ۱–۳  | ۲–۱     | ۵–۱           | BDFútbol |
| راسینگ سانتاندر | ۰–۲            | ۳–۰            | ۲–۳      | ۴–۲       | ۶–۲      | ۲–۳      | ۰–۱    | ۲–۱         | —               | ۳–۳  | ۲–۱     | ۱–۰           | BDFútbol |
| سویا            | ۴–۱            | ۳–۳            | ۲–۱      | ۴–۳       | ۱–۴      | ۴–۰      | ۱–۱    | ۳–۲         | ۸–۲             | —    | ۴–۲     | ۳–۰           | BDFútbol |
| والنسیا         | ۱–۰            | ۳–۴            | ۳–۱      | ۴–۰       | ۱–۱      | ۱–۳      | ۲–۱    | ۳–۱         | ۴–۰             | ۲–۲  | —       | ۰–۰           | BDFútbol |
| رئال ساراگوسا   | ۴–۳            | ۱–۱            | ۳–۱      | ۱–۱       | ۳–۲      | ۴–۱      | ۰–۰    | ۳–۱         | ۳–۰             | ۱–۱  | ۱–۰     | —             | BDFútbol |

## بازی پلی آف
بازی پلی آف در ورزشگاه چامارتین در چامارتین مادرید برگزار شد.
| تیم ۱    | نتیجه | تیم ۲             |
| -------- | ----- | ----------------- |
| سلتاویگو | ۱–۰   | دپورتیوو لاکرونیا |

## گلزنان برتر

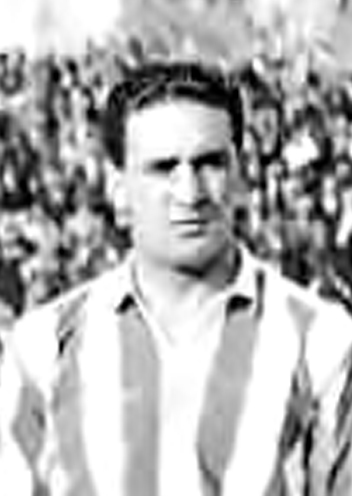
ویکتوریو اونامونو، بهترین گلزن لا لیگا ۴۰–۱۹۳۹

| رتبه | بازیکن                  | تیم             | گل | منبع  |
| ---- | ----------------------- | --------------- | -- | ----- |
| ۱    | ویکتوریو اونامونو       | اتلتیک بیلبائو  | ۲۰ | [ ۲ ] |
| ۲    | ریموندو بلانکو          | سویا            | ۱۸ | [ ۲ ] |
| ۳    | خوسه ویلانووا           | هرکولس          | ۱۷ | [ ۲ ] |
| ۴    | کامپانال I              | سویا            | ۱۶ | [ ۲ ] |
| ۵    | گی‌یرمو گوروستیزا        | اتلتیک بیلبائو  | ۱۴ | [ ۲ ] |
| ۵    | آگوستین خارابو          | سلتاویگو        | ۱۴ | [ ۲ ] |
| ۵    | آنتونیو چاس             | راسینگ سانتاندر | ۱۴ | [ ۲ ] |
| ۵    | ادموندو سوارز           | والنسیا         | ۱۴ | [ ۲ ] |
| ۹    | مانوئل آلدای مارتیکورنا | رئال مادرید     | ۱۳ | [ ۲ ] |
| ۱۰   | سیمون لکوئه             | رئال مادرید     | ۱۲ | [ ۲ ] |